# Промови Володимира Зеленського під час російського вторгнення в Україну 2022

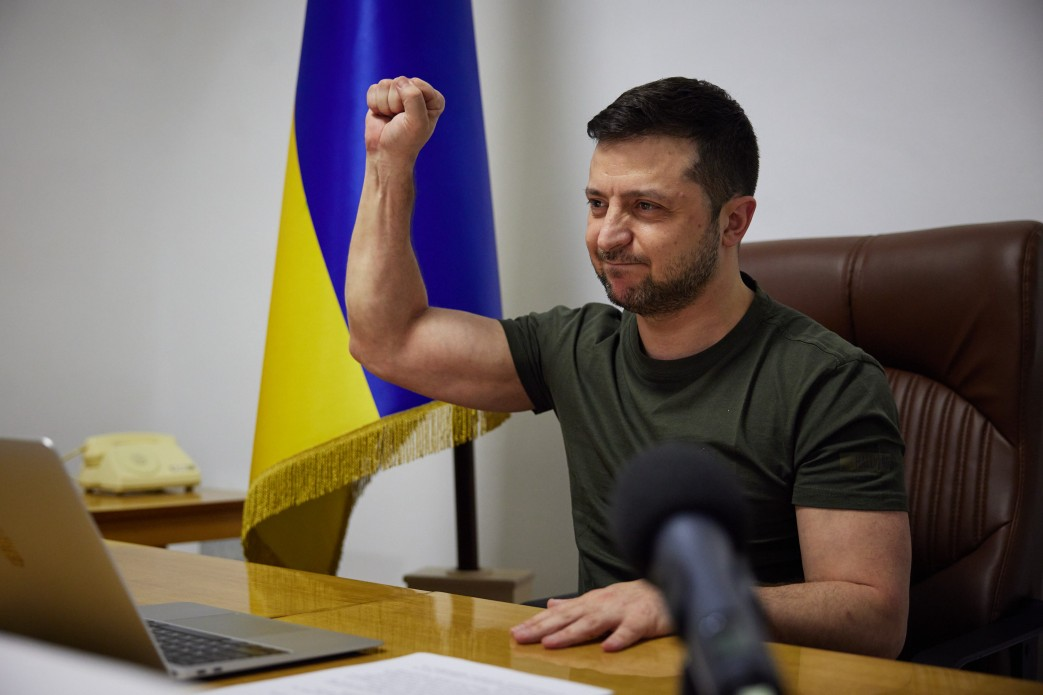
Зеленський виступає перед британським парламентом 8 березня 2022 року

Під час російського вторгнення в Україну 2022 року, яке розпочалося 24 лютого 2022 року, президент України Володимир Зеленський виступив із низкою промов у різних форматах, зокрема в соціальних мережах та перед іноземними законодавчими органами.

## Відео в соціальних мережах
25 лютого, на другий день російського вторгнення, спочатку було висловлено занепокоєння щодо місцезнаходження Володимира Зеленського після того, як він пропустив запланований телефонний дзвінок з прем'єр-міністром Італії Маріо Драґі. Пізніше того ж дня він опублікував відео, на якому його окружали кілька радників перед Маріїнським палацом у центрі Києва. У відео він виступив з короткою промовою, в якій заявив, що «Ми тут» і що «Ми захищаємо нашу незалежність, нашу державу, і ми будемо це робити надалі». Пізніше того ж дня він опублікував ще одне відео короткої промови, присвяченої триваючому нападу Російської Федерації на Київ, закликаючи киян дати відсіч «будь-яким способом».
26 лютого він опублікував коротку промову, застерігаючи від дезінформації про те, що він втік з Києва. Того ж дня він заявив, що відхилив пропозицію США про евакуацію з міста, сказавши, що «Бій тут; мені потрібні боєприпаси, а не поїздка».

## Звернення до іноземних законодавчих зборів

Держави, де Зеленський виступив перед парламентами під час російського вторгнення

У березні та квітні 2022 року Зеленський виступив із низкою промов перед законодавчими органами інших країн щодо війни.
8 березня він виступив перед Парламентом Сполученого Королівства Великої Британії і Північної Ірландії.
15 березня він віртуально звернувся до парламенту Канади, третього президента України, який виступив перед парламентом Канади після Петра Порошенка у 2014 році та Віктора Ющенка у 2008 році. Після виступу спікери Палати громад та Сенату, а також лідери політичних партій, представлених у Палаті громад, виступили із заявами щодо виступу, усі висловлюючи підтримку Зеленському.
16 березня він виступив перед американським конгресом. Після виступу президент США Джо Байден заявив, що США нададуть Україні додаткові 800 мільйонів доларів військової допомоги, і заявив, що вважає Путіна «воєнним злочинцем», і вперше Байден офіційно звинуватив російський уряд у воєнних злочинах вторгнення.
17 березня він виступив перед німецьким парламентом. У своїй промові він заявив, що Німеччина намагалася заспокоїти Росію у 2010-х роках, зокрема через такі бізнес-угоди, як «Північний потік-2», і що вона провалила свою історичну відповідальність після Голокосту. Він також посилався на Берлінську стіну, заявляючи, що є нова стіна «посередині Європи між свободою та її відсутністю. І ця стіна стає вищою з кожною бомбою, яка падає на Україну». Однак німецький парламент не призначив часу для обговорення промови після її завершення в порядку денному на день.
20 березня він виступив перед ізраїльським Кнесетом.

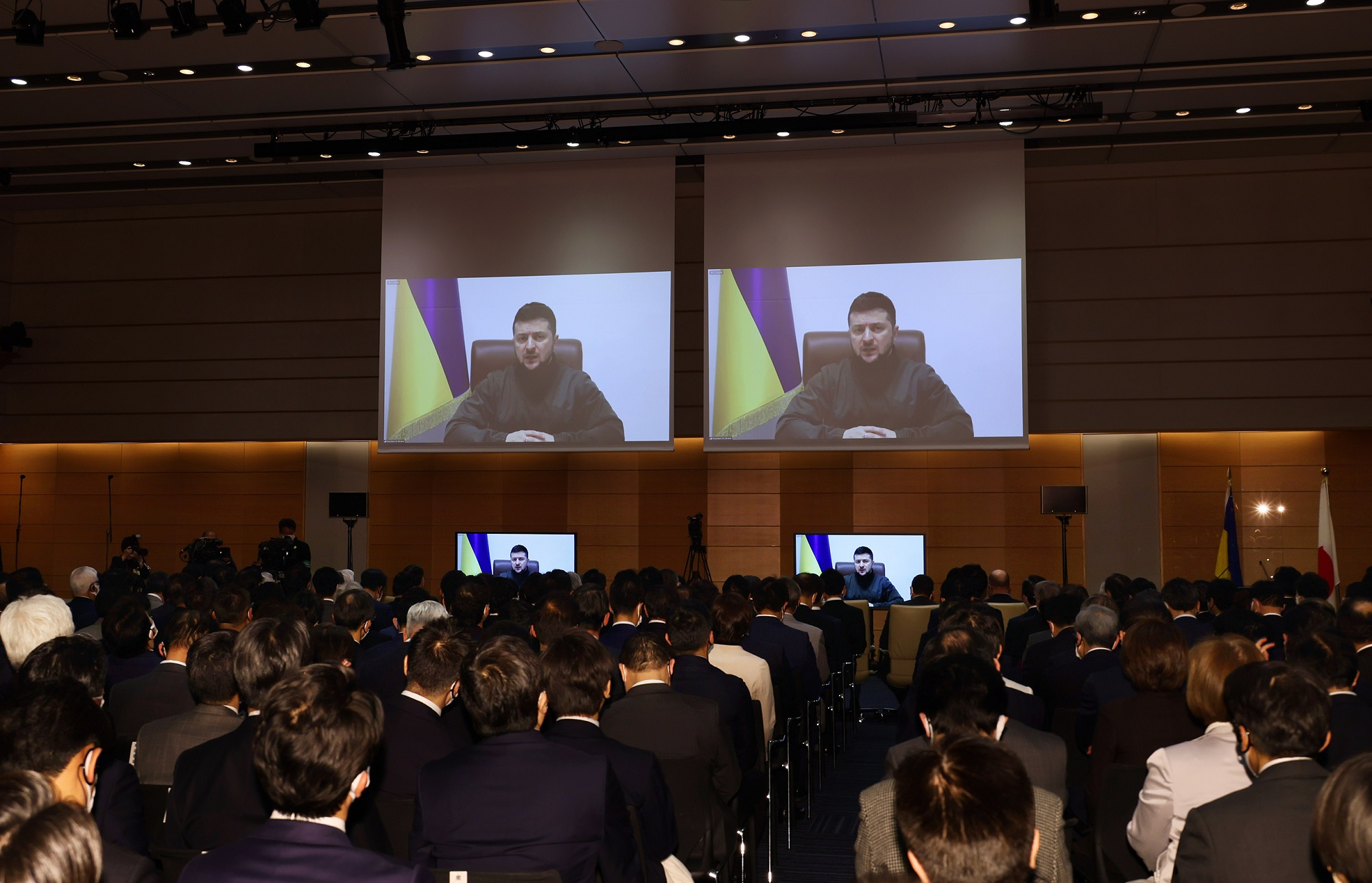
Виступ Зеленського в японському парламенті прийнято оваціями

23 березня він виступив перед Парламентом Японії.
24 березня він виступив перед Риксдагом Швеції.
30 березня він звернувся до Стортингом Норвегії.
31 березня він звернувся до Палати представників Нідерландів. Він просив припинити торгівлю з Росією, включаючи бойкот російського газу, і просив більше зброї.
31 березня він звернувся до парламенту Австралії з проханням надати транспортні засоби, захищені Bushmaster PMV, та іншу зброю.
31 березня він виступив перед федеральним парламентом Бельгії.
4 квітня Зеленський виступив з промовою у парламенті Румунії.

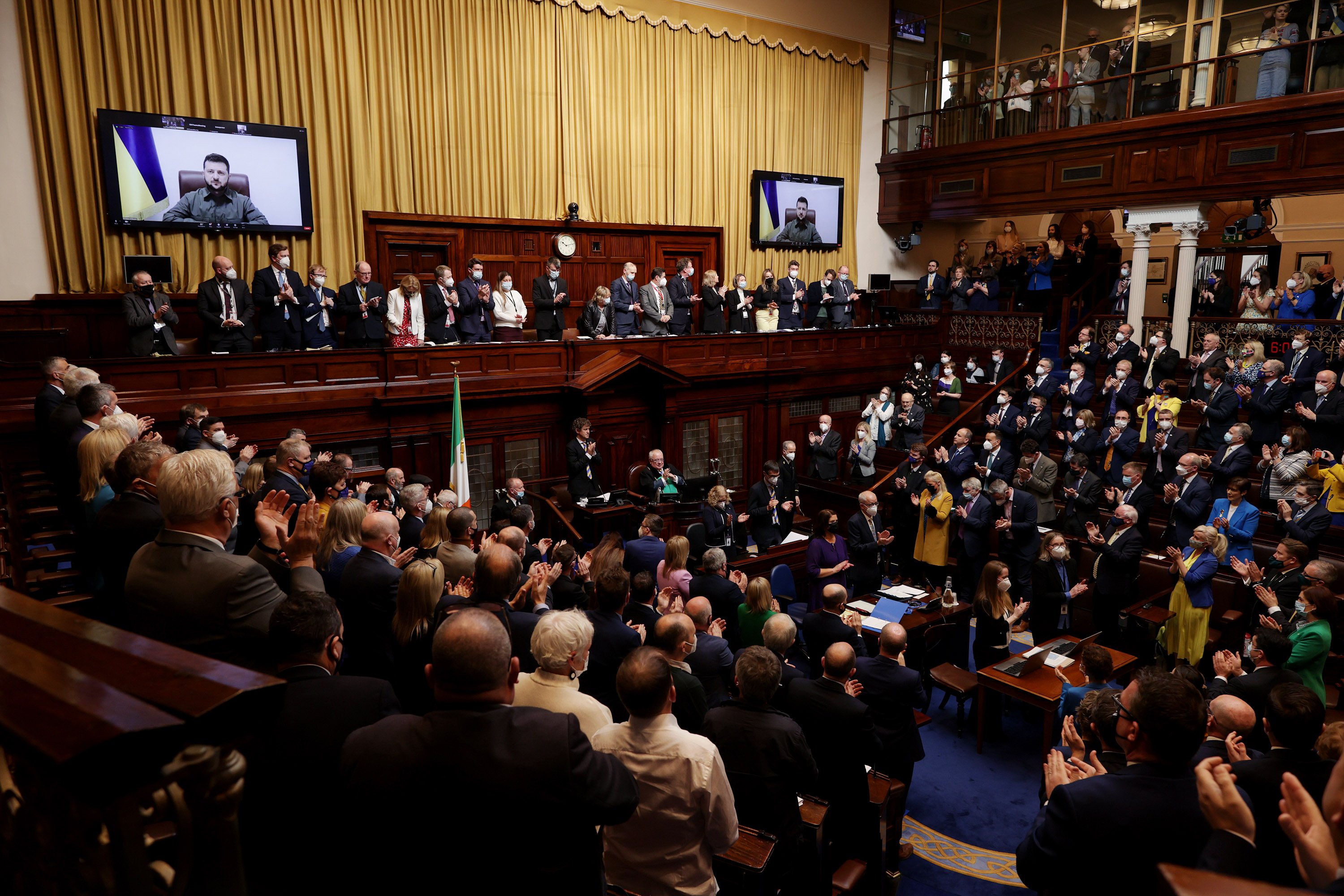
На спільному засіданні ірландських Дайла та Шонада Ейреанна

5 квітня він виступив у Генеральних кортесах Іспанії6 квітня Зеленський виступив перед Ерахтасом Ірландії.
7 квітня він виступив перед палатою представників Кіпру та парламентом Греції.
8 квітня він виступив перед Едускунтою Фінляндії.
11 квітня він виступив перед Національними зборами Республіки Корея.
12 квітня він виступив перед Сеймом Литви.
13 квітня він виступив перед Рійгікогу Естонії.
21 квітня він виступив перед парламентом Португалії.
6 травня він виступив перед Альтингом Ісландії.

## Інше
24 березня 2022 він виступив на саміті НАТО.
3 квітня Володимир Зеленський з'явився на 64-й щорічній церемонії вручення премії «Греммі» в попередньо записаній промові.
21 квітня 2022 року він виступив на міністерському круглому столі Світового банку на підтримку України, 12 жовтня — на другому засіданні круглого столу, 12 квітня 2023 року — на третьому.

### Інтерв'ю ЗМІ
1 березня журналістів CNN і Reuters на фургоні відвезли до «непоказного адміністративного офісу радянських часів» у Києві. Скрізь були повно озброєних солдатів. Були видно мішки з піском, а українську символіку підсунули ближче. З'явився Зеленський, який позитивно зустрів журналістів рукостисканнями. В інтерв'ю він закликав президента Джо Байдена розібратися із ситуацією і прокоментував, що ще незрозуміло, чи були переговори марною тратою часу. Про опір України говорили тріумфально та перевагу боротьби на рідній землі.

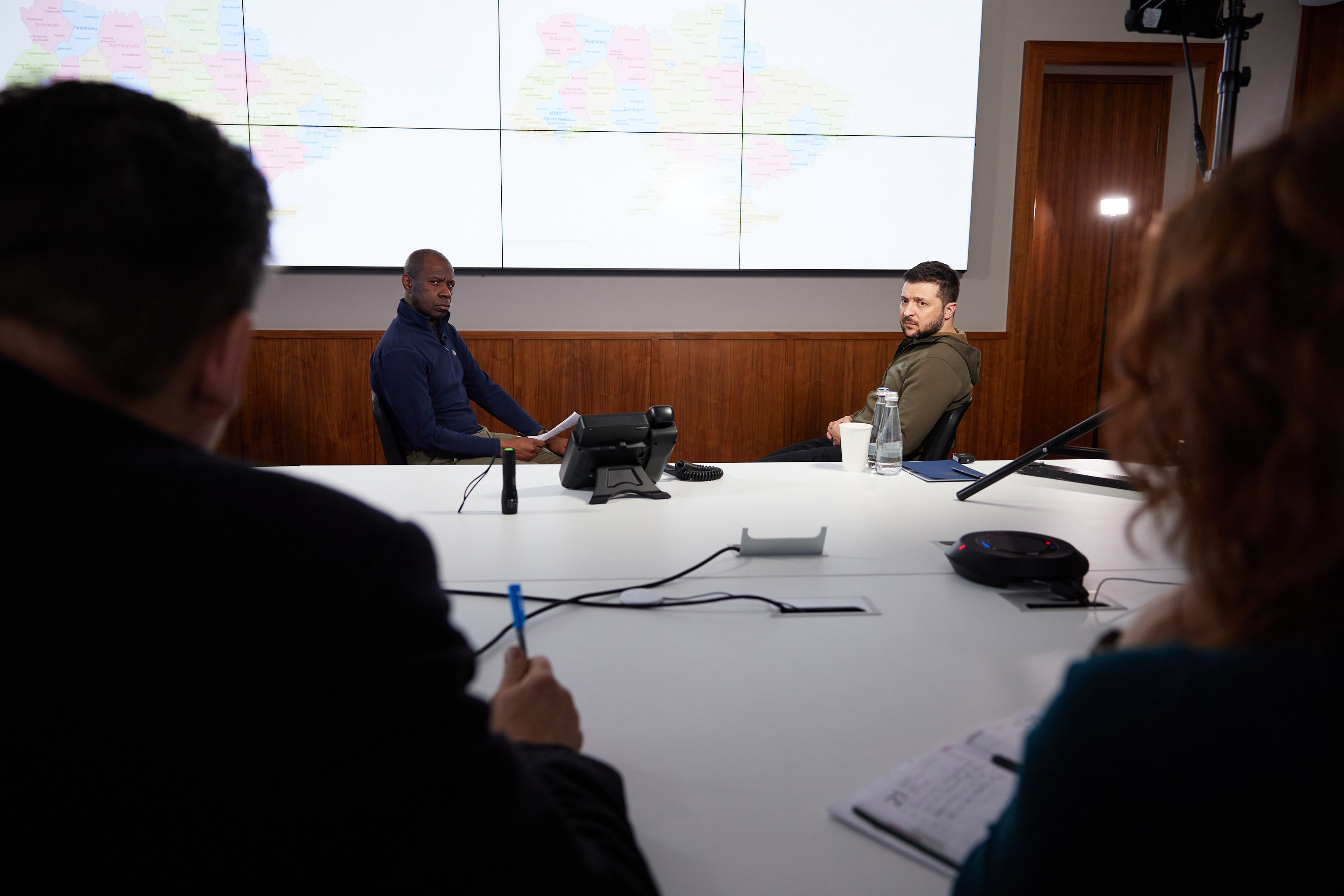
Зеленського для ВВС

На тлі невдалих переговорів 10 березня Зеленський сказав Vice, що діалог з Путіним — це єдиний шлях вперед, і він переконаний, що переговори в кінцевому підсумку спрацюють. За два дні до цього він сказав в інтерв'ю ABC News, що більше не буде прагнути до членства в НАТО, що розглядатиме «компроміс» щодо Донецька та Луганська, а також звернувся безпосередньо до жителів Америки.
7 квітня Зеленський, окрім коментування ситуації на місці, заявив Republic TV, що санкції мають працювати як ядерна зброя. Він сказав, що нації не повинні удавати, що підтримують Україну і водночас підтримують економічні відносини з ворогом. Стосовно Індії він відповів, що Індії важко підтримувати баланс і що відносини Індії були з Радами, а не з росіянами. Про гарантії безпеки говорилося під час 60-хвилинного інтерв'ю.

#### Російські ЗМІ
27 березня 2022 року «Медуза», «Дождь» і «Коммерсантъ» опублікували відеоінтерв'ю із Зеленським разом із його стенограмою. За кілька хвилин до публікації інтерв'ю Роскомнадзор наказав ЗМІ не публікувати його. Інтерв'юерами були Іван Колпаков з Meduza; Тихон Дзядько з Дождя; Михайло Зиґар; лавреат Нобелівської премії миру 2021 року Дмитро Муратов з «Новой газети» (опосередковано); і Володимир Соловйов з «Коммерсантъ».

## Реакції
Виступи Зеленського отримали в цілому позитивну реакцію. Мойра Донеган з Ґардіан заявила, що Зеленський «зробив себе символом українського народу, чия дивовижна мужність, рішучість і непокорність перед обличчям російської агресії назвали моральним блефом Заходу».
Джон Генлі з Ґардіан заявив, що всі виступи Зеленського перед закордонними парламентами містили «історичні посилання, ретельно підібрані, щоб привернути увагу авдиторії», і що його «талант оратора, який здобув йому зарубіжне визнання». Анджана Сусарла з Університету штату Мічиґан заявила, що звернення Зеленського вплинули на їхню автентичність, здатність зв'язуватися з авдиторією соцмереж, а також терміновість повідомлень, зазначивши, що його відео були «короткими, від чотирьох до семи хвилин, по суті, доречний і дуже особистий».
Домінік Арель з Університету Оттави заявив, що Зеленський «дуже добре [використовує ідентифікацію в риториці]. Він розповідає людську історію. Раніше він був актором, але зараз не грає, тому він такий ефективний». Британський журналіст Девід Патрікаракос назвав Зеленського «людиною на вулиці в прямому сенсі», сказавши, що він надсилає повідомлення про те, що «я ваш президент, я не ховаюся, я нікуди не йду. Я не за партою або в костюмі. Я тут з ризиком бути вбитим, як і всі».
Тімоті Нафталі з Нью-Йоркського університету заявив, що ці промови є «нагадуванням про те, що триває боротьба на життя і смерть — і це змушує політиків у реальному часі обмірковувати прийнятні ризики». Ольга Онуч з Університету Манчестера заявила, що Захід «вперше побачив у ньому рівного».
Використання Зеленським соціальних мереж для доставки повідомлень також привернуло значну увагу коментаторів. Патрік Вінтур із Ґардіан заявив, що Зеленський «постійно розмовляв із західними лідерами, використовуючи свою стрічку в Twitter, щоб задобрювати, підбадьорювати, лаяти та хвалити своїх союзників. У цьому процесі санкції, які тиждень тому вважалися немислимими, стали моральною базова лінія». Каррін Васбі Андерсон з Університету штату Колорадо заявила, що «підхід Зеленського спрямований на надання простим громадянам контенту, який вони можуть легко використовувати в соціальних мережах для тиску на своїх політичних представників».
Деякі коментатори стверджують, що реакція на виступи Зеленського має надто тенденцію до ідолізації. Арва Махдаві з Ґардіан заявив, що «є різниця між повагою до політика та сексуалізацією чи поклонінням їм», і що такі реакції мали ризик тривіалізації ситуації в Україні та просування надто спрощених розповідей про ситуацію. Деякі коментатори також критикували використання Зеленським порівнянь з Голокостом, зокрема використання терміна «остаточне рішення» у своїй промові перед ізраїльським Кнесетом.